# Roche Parlante
La roche Parlante est un sommet des monts du Cantal dans le Massif central.

## Géographie

### Situation
La roche Parlante est située au sud-ouest du puy Chavaroche, entre les communes du Fau et de Saint-Projet-de-Salers.

### Géologie
Le sous-sol de la roche Parlante est constitué de trachyandésite.

## Protection environnementale
Le sommet est inclus dans le site Natura 2000 « Massif cantalien », dans la ZNIEFF de type 2 « Monts du Cantal », ainsi que dans la ZNIEFF de type 1 « Puy Mary ».